# Liste von Automuseen in der Türkei
Die Automuseen in der Türkei sind überwiegend ganzjährig, teilweise aber nur nach Vereinbarung geöffnet.

## Tabellarische Übersicht
Die Tabelle ist absteigend nach der Anzahl der ausgestellten Personenkraftwagen sortiert, und bei gleicher Anzahl alphabetisch aufsteigend nach Ort. In der Spalte Stand ist das Jahr angegeben, auf das sich die Angaben Anzahl ausgestellter Pkw und Besondere Pkw beziehen. Die Auflistung in der Spalte Besondere Pkw erfolgt alphabetisch.
| Name des Museums                                | Ort                | Beschreibung | Anzahl ausgestellter Pkw | Stand | Besondere Pkw |
| ----------------------------------------------- | ------------------ | ------------ | ------------------------ | ----- | ------------- |
| Tofaş Bursa Anadolu Arabaları Müzesi            | Bursa              | Autos        |                          |       |               |
| esbaş (ege serbest bölgesi) antika araba müzesi | Gaziemir bei Izmir | Autos        |                          |       |               |
| Klasik Otomobil Müzesi                          | Istanbul           | Autos        |                          |       |               |
| Mehmet Arsay Klasik Otomobil Müzesi             | Istanbul           | Autos        |                          |       |               |
| Rahmi M Koç Museum                              | Istanbul           | Autos        |                          |       |               |
| Sabri Artam Vakfı Otomobil Müzesi               | Istanbul           | Autos        |                          |       |               |